# Pavel Dědeček
Pavel Dědeček (27. prosince 1885 Smíchov – 23. listopadu 1954 Praha) byl český dirigent, sbormistr, skladatel a hudební pedagog. Jako dirigent působil coby šéf opery v Plzeňském divadle v letech 1945 až 1948, jako sbormistr pak působil v Brně a v Praze. Vyučoval dirigování na Pražské konzervatoři a na Hudební fakultě Akademie múzických umění v Praze.

## Významní žáci
- Tibor Andrašovan
- Karel Ančerl
- Karel Berman
- Jarmil Burghauser
- Jan Hanuš
- Vít Chlup
- Václav Jiráček
- Miloslav Kabeláč
- Jaroslav Krombholc
- Rafael Kubelík
- Milivoj Uzelac